# Seututie 851
Pour les articles homonymes, voir Route 851.
La route régionale 851 (finnois : Seututie 851) est une route régionale allant de Ii jusqu'à Yli-Ii en Finlande,,.

## Présentation
La seututie 851 est une route régionale d'Ostrobotnie du Nord.
La route part de la valtatie 4, sur la rive sud du fleuve Iijoki. 
Elle suit la rive du fleuve jusqu'à Asemankylä, où elle traverse le fleuve en empruntant un pont à double niveau routier et ferroviaire. 
Ensuite, la route continue en longeant la rive nord du fleuve jusqu'au centre d'Yli-Ii, où elle rejoint la route régionale 849.

## Parcours
- Hamina, Ii
- Pont sur l'Iijoki (3,5 km)
- Jakkukylä (13 km)
- Yli-Ii (26 km)
- Yli-Ii